# Heggere, Tumkur
Heggere là một làng thuộc tehsil Tumkur, huyện Tumkur, bang Karnataka, Ấn Độ.